# Growth Hacking
Growth Hacking ist eine Marketing-Technik, die von Startups entwickelt wurde, um mit Kreativität, analytischem Denken und dem Einsatz von Social Media den Absatz zu fördern und Bekanntheit zu erlangen.

## Eigenschaften und Abgrenzung
Es kann als Teil des Online-Marketings angesehen werden, da die Growth Hacker in den meisten Fällen die bereits etablierten Mittel wie Suchmaschinenoptimierung, Websiteanalyse oder Content Marketing einsetzen. Growth Hacker haben vor allem die Kostenminimierung im Sinn und den Einsatz innovativer Alternativen zu traditioneller Werbung, wie etwa Social Media und viralem Marketing statt Mediaschaltungen in elektronischen oder gedruckten Medien. Growth Hacking wird vor allem deshalb von Startups angewandt, da es einen Start mit begrenzten Mitteln ermöglicht, der in erster Linie auf Wachstum ausgerichtet ist. Techniken des Growth Hacking werden etwa von Unternehmen wie Facebook, Twitter, LinkedIn, Airbnb und Dropbox eingesetzt. Growth Hacking allein reicht aber nicht aus, um Wachstum in Startups und etablierten Unternehmen zu provozieren. Vielmehr sollte konsequent daran gearbeitet werden, eine Umgebung zu schaffen, in der das einfache Planen, Ausführen und Messen möglichst vieler Growth Hacks mit möglichst wenigen Umwegen und Widerständen möglich ist. Dies ist vor allem in etablierten Unternehmen eine riesige Herausforderung.

## Begriffsentstehung
Sean Ellis prägte den Begriff „growth hacker“ 2010. In dem Blogpost definierte er einen Growth Hacker als „jemanden, der auf Wachstum eingenordet ist. Alles, was er unternimmt, wird genau auf die mögliche Wirkung auf skalierbares Wachstum hin untersucht“. Andrew Chen verbreitete den Ausdruck weiter in einem Blogpost mit dem Titel „Growth Hacker is the new VP Marketing“ in dem er den Begriff definierte und als Beispiel die Integration der Buchungsplattform Airbnb in das Kleinanzeigenportal Craigslist anführte. Er schrieb, dass Growth Hacker „eine Mischung aus Marketer und Programmierer seien, die die Frage ‚Wo bekomme ich Kunden für mein Produkt her?‘ mit Tests, Landing Pages, viralen Kampagnen, E-Mail-Zustellbarkeit und Open Graph beantworteten.“ 2012 meinte Aaron Ginn im Onlinenachrichten-Portal TechCrunch, dass ein Growth Hacker eine „Geisteshaltung der Daten, Kreativität und Neugier“ habe.
2013 fand die zweite jährliche Konferenz „Growth Hackers Conference“ in San Francisco statt. Sie wurde von Gagan Biyani veranstaltet. Dort redeten unter anderem Growth-Hacking-Vertreter von LinkedIn, Twitter und YouTube. Gegen Ende 2013 hatte das Konzept Growth Hacking bereits Widerhall in der asiatischen Unternehmerszene gefunden. Die wichtigste Quelle zum Thema in der Region ist Growth Hacking Asia, eine Website, die asiatische Startups erfolgreicher machen soll.

## Methoden
Laut Fast Company haben Startups vor allem zwei Probleme: 1) sie haben kein Geld und 2) sie haben keinen herkömmlichen Marketinghintergrund. Um diesen Mangel an Mitteln und Erfahrung auszugleichen, gehen die Growth-Hacking-Verantwortlichen an das Thema Marketing aus dem Blickwinkel der Innovation, Skalierbarkeit und Nutzerverbundenheit heran. Dabei trennt das Konzept Growth Hacking zwischen Produktdesign, Produkteffektivität und Marketing. Das Konzept sieht vor, mögliches Wachstum, also die Kundengewinnung, Monetarisierung, Kundenpflege, Ausbau der Kundenbeziehung und virale Kräfte in das Produkt selber zu integrieren. Fast Company nannte Twitters Liste mit Vorschlägen anderer User als Beispiel: „Das war Twitters wahres Geheimnis: Sie bauten das Marketing in das Produkt selbst ein und haben kein Marketing um das Produkt herum aufgebaut.“
Der Sinn des Konzeptes Growth Hacking ist es, sich ausschließlich auf das Unternehmenswachstum zu konzentrieren und auf keinen anderen Aspekt (wie etwa Image oder Bekanntheit). Mark Zuckerberg, Gründer der Plattform Facebook hatte wohl genau diesen Ansatz. Während die genauen Methoden bei jedem Unternehmen und in jeder Branche unterschiedlich sind, haben sie alle gemein, dass es lediglich um Wachstum geht. Neukunden haben in der Regel über ihr Netzwerk von dem Produkt oder der Dienstleistung gehört oder indem andere sie beim Benutzen des Produktes oder der Dienstleistung darauf aufmerksam gemacht haben. Dieser Kreislauf aus Aufmerksamkeit, Anwendung und Weitergeben an andere kann exponentielles Wachstum für das Unternehmen zur Folge haben.
Laut Mares & Weinberg gibt es 19 unterschiedliche Kommunikationskategorien, die sich potentiell für Growth Hacks eignen. Unternehmen wird empfohlen, im Rahmen eines Brainstormings mindestens eine Idee für jede Kategorie zu formulieren. Aus diesen Ideen kann dann mit Hilfe einer Priorisierungsmethode wie „Bulls Eye“ oder „BRASS“ die meistversprechenden für einen Test ausgewählt werden.

### Beispiele
Ein frühes Beispiel für Growth Hacking war die Einbindung des „PS I Love You“ mit einem Link auf eine freie Version von Hotmail. Ein weiteres Beispiel war das Angebot von weiterem Webspace bei Dropbox für Weiterempfehlungen. Diese Idee ist schon recht alt, sie wirkt in der digitalen Welt allerdings wesentlich stärker. Ein aktuelleres Beispiel ist die Plattform airbnb, die private Wohnungen als Ferienwohnungen vermittelt. Zu Beginn des Startups schaffte es das Unternehmen, sein Angebot über eine Schnittstelle auf den größten amerikanischen Kleinanzeigenmarkt Craigslist einzuschmuggeln. So sahen gleich zu Beginn sehr viele Nutzer das Angebot.
Außerdem nutzen unter anderem Twitter, Facebook, Dropbox, Pinterest, YouTube, Groupon, Udemy oder Instagram Growth-Hacking-Techniken, um ihre Marken aufzubauen und Umsätze zu steigern.

## Trivia
Paul Graham bezweifelt 2014 die Sinnhaftigkeit des Konzeptes und die langfristige Wirkung des Growth Hacking in einer Vorlesung.

## Bedeutung in Deutschland
Auch in Deutschland ist eine Verbreitung des Begriffs zu beobachten. Immer mehr etablierte Unternehmen, die nach neuen Wegen suchen, zu wachsen, übernehmen Methoden und Ideen des amerikanischen Growth Hacking. Im ersten deutschsprachigen Werk zum Thema mit dem Titel „Growth Hacking mit Strategie: Wie Startups und Unternehmen ihr Wachstum beschleunigen“ von Hendrik Lennarz wurde 2017 erstmals die Bedeutung von Growth Hacking für den Einsatz in etablierten Unternehmen beleuchtet.